# ديفيد أوفرتون
ديفيد أوفرتون هو مجدف كندي، ولد في 18 أغسطس 1943.

## وصلات خارجية
- ديفيد أوفرتون على موقع الاتحاد الدولي للتجديف (الإنجليزية)
- ديفيد أوفرتون على موقع اللجنة الأولمبية الدولية (الإنجليزية)
- ديفيد أوفرتون على موقع أوليمبيديا (الإنجليزية)